# Subsecretaría de Transportes de Chile
La Subsecretaría de Transportes de Chile (también conocida por su acrónimo, Subtrans) es una subsecretaría de Estado creada el 12 de mayo de 1953, dependiente del Ministerio de Transportes y Telecomunicaciones (MTT). Está encargada —como su nombre lo indica—, del control y supervisión en el ejercicio del transporte en el país. Desde el 10 de marzo de 2023, el subsecretario de Transportes es Jorge Daza Lobos, actuando bajo el gobierno de Gabriel Boric.

## Historia
Fue creada durante el segundo gobierno del presidente Carlos Ibáñez del Campo mediante el decreto con fuerza de ley (DFL) n° 88 del 12 de mayo de 1953, dependiendo en un primer momento del entonces Ministerio de Economía y Comercio. A contar del 11 de julio de 1974, esta Subsecretaría pasó a formar parte del recién creado Ministerio de Transportes y Telecomunicaciones.

## Estructura
Actualmente la Subsecretaría de Transporte está compuesta de la siguiente manera:
Subsecretario de Transportes
Jefe de Gabinete
- Unidad de Auditoría Interna
- División de Planificación y Desarrollo
  - Programa de Vialidad y Transporte Urbano (SECTRA)
  - Programa de Unidad Operativa de Control de Tránsito (UOCT)
  - Unidad de Transporte y Urbanismo
  - Unidad de Gestión de Corto Plazo
  - Unidad de Ciudades Inteligentes
- División de Desarrollo Logístico
  - Departamento de Transporte Ferroviario
  - Departamento de Transporte Marítimo, Fluvial y Lacustre
  - Unidad de Transporte por Camión
  - Unidad de Proyectos Especiales
- División de Normas y Operaciones
  - Programa de Centro de Control y Certificación Vehicular (3CV)
  - Unidad de Registro
  - Departamento de Asuntos Internacionales
  - Unidad de Relaciones Institucionales
  - Departamento de Transporte Terrestre
  - Unidad de Regulación
  - Unidad de Gestión Documental
- Coordinación de Usuarios
  - Unidad de Usuarios
  - Unidad Digital
  - Unidad de Estudios
  - Unidad de Canales
  - Unidad de Estrategia
  - Oficina de Información, Reclamos y Sugerencias (OIRS)
- Coordinación de Gestión Regional
  - División de Administración y Finanzas
  - División Legal
  - Coordinación de Organización y Personas
  - Unidad de Control de Gestión
- Directorio de Transporte Público Metropolitano (DTPM)
- División de Transporte Público Regional (DTPR)
- Comisión Nacional de Seguridad de Tránsito (CONASET)
- División de Fiscalización

## Subsecretarios
| Subsecretario              | Partido | Inicio                   | Final                    | Presidente              |
| -------------------------- | ------- | ------------------------ | ------------------------ | ----------------------- |
|                            |         | 12 de mayo de 1953       | 3 de noviembre de 1958   | Carlos Ibáñez del Campo |
| Raúl Salvestrini Ricci     |         |                          | 3 de noviembre de 1964   | Jorge Alessandri        |
| Sergio Saldivia Grove      | PDC     | 3 de noviembre de 1964   | 3 de noviembre de 1970   | Eduardo Frei Montalva   |
| Hernán Morales Garfias     | PS      | 3 de noviembre de 1970   | 18 de junio de 1973      | Salvador Allende        |
| Jaime Faivovich Waissbluth | PS      | 18 de junio de 1973      | 18 de agosto de 1973     | Salvador Allende        |
| Guillermo Rojas Varalla    |         | 18 de agosto de 1973     | 11 de septiembre de 1973 | Salvador Allende        |
| Benjamín Opazo Brull       | Militar | 12 de septiembre de 1973 | 11 de julio de 1974      | Augusto Pinochet        |
| Leopoldo Porras Zúñiga     | Militar | 11 de julio de 1974      | 1975                     | Augusto Pinochet        |
| Rosalino Fuentes Silva     | Militar | 1975                     | 7 de septiembre de 1976  | Augusto Pinochet        |
| Enrique Yávar Martin       | Militar | 7 de septiembre de 1976  | 22 de junio de 1987      | Augusto Pinochet        |
| Claudio Guzmán Pérez       | Militar | 22 de junio de 1987      | 30 de noviembre de 1987  | Augusto Pinochet        |
| Manuel Gárate Meneses      | Militar | 1 de diciembre de 1987   | 11 de marzo de 1990      | Augusto Pinochet        |
| Sergio González Tagle      | ¿?      | 11 de marzo de 1990      | 11 de marzo de 1994      | Patricio Aylwin         |
| Claudio Hohmann Barrientos | PDC     | 11 de marzo de 1994      | 28 de septiembre de 1996 | Eduardo Frei Ruiz-Tagle |
| Andrés Wallis Garcés       |         | 28 de septiembre de 1996 | 11 de marzo de 2000      | Eduardo Frei Ruiz-Tagle |
| Patricio Tombolini Véliz   | PRSD    | 11 de marzo de 2000      | 28 de junio de 2002      | Ricardo Lagos           |
| Guillermo Díaz Silva       | PDC     | 28 de junio de 2002      | 11 de marzo de 2006      | Ricardo Lagos           |
| Danilo Núñez Izquierdo     | PS      | 11 de marzo de 2006      | 15 de enero de 2008      | Michelle Bachelet       |
| Elinett Wolff Rioseco      | PS      | 15 de enero de 2008      | 23 de abril de 2008      | Michelle Bachelet       |
| Raúl Erazo Torricelli      | PS      | 2 de junio de 2008       | 11 de marzo de 2010      | Michelle Bachelet       |
| Gloria Hutt Hesse          | Ind.    | 11 de marzo de 2010      | 11 de marzo de 2014      | Sebastián Piñera        |
| Cristián Bowen Garfias     | PDC     | 11 de marzo de 2014      | 18 de noviembre de 2016  | Michelle Bachelet       |
| Carlos Melo Riquelme       | PDC     | 18 de noviembre de 2016  | 11 de marzo de 2018      | Michelle Bachelet       |
| José Luis Domínguez        | Ind.    | 11 de marzo de 2018      | 11 de marzo de 2022      | Sebastián Piñera        |
| Cristóbal Pineda Andradez  | RD      | 11 de marzo de 2022      | 10 de marzo de 2023      | Gabriel Boric           |
| Jorge Daza Lobos           | PS      | 10 de marzo de 2023      | En el cargo              | Gabriel Boric           |